# Виестури (остановочный пункт)
Вие́стури (латыш. Viesturi) — железнодорожный остановочный пункт на территории Елгавского края Латвии на линии Елгава — Лиепая.

## История
Открыт 20 июня 1925 года как станция Тервете. 15 апреля 1935 года станция переименована в Виестури. Во время Второй мировой войны носила немецкое название Бранденбург.. Поезд маршрута Рига — Лиепая останавливался здесь до августа 2001 года, поезд маршрута Рига — Реньге — до 15 февраля 2010 года, после чего остановочный пункт не использовался до 25 октября 2015 года, когда здесь вновь начали останавливаться поезда маршрутов Рига — Лиепая и Рига — Добеле. С 12 декабря 2015 года пассажирские поезда на о.п. Виестури вновь не останавливаются.

## Транспорт
Автобусы:
- 1 (ст. Виестури — Тушки — Озолниеки)
- 19 (ст. Виестури — кладбище Берзу)